# Partido por la Democracia Integral
El Partido para la Democracia Integral (en luxemburgués: Partei fir Integral Demokratie, en francés: Parti pour la democratie integrale, en alemán: Partei für Integrale Demokratie), abreviado como PID, es un partido político de Luxemburgo. 
Fue fundado en 2013 por Jean Colombera, un miembro de la Cámara de Diputados que había sido elegido para el Partido Alternativo de la Reforma Democrática en las elecciones legislativas de 2009. El partido se presentó a las elecciones de 2013, con Colombera liderando la lista en Nord, pero no ganó ningún asiento.

## Historia
El partido fue fundado en junio de 2013 por el exmiembro del Partido Alternativo de la Reforma Democrática (ADR) Jean Colombera. Esta creación sigue a la negativa de Los Verdes a que Jean Colombera se una a su partido, este último se niega a devolver su asiento de diputado de la ADR, condición Sine qua none del partido ecologista, que luego se le habría dado a Jeff Engelen con quien Colombera está en conflicto desde que Engelen lo insultó a finales de 2012, causando su renuncia de ADR.
La comunidad portuguesa en Luxemburgo comentó que el nombre del partido se parecía al PIDE, la policía política del Estado Novo de Salazar.
El PID se alió con el Partido Pirata para las elecciones legislativas de 2018. Debido a la falta de comunicación, el Partido Pirata y el Partido por la Democracia Integral se separaron en mayo de 2019, rechazando definitivamente la posibilidad de una fusión entre las dos partes.

## Ideología
El PID se basa en la voluntad de su creador para modelar los principios de la medicina alternativa en el mundo político, y que es un partido creado para, en palabras de su fundador, "encontrar una alternativa a otros partidos, para reunir buenas ideas y hacer política para el hombre de la calle".